# Poljska Ržana
Poljska Ržana (em cirílico: Пољска Ржана) é uma vila da Sérvia localizada no município de Pirot, pertencente ao distrito de Pirot, na região de Visok. A sua população era de 1268 habitantes segundo o censo de 2011.

## Demografia
| 1948 | 1953 | 1961 | 1971 | 1981 | 1991 | 2002 | 2011 |
| ---- | ---- | ---- | ---- | ---- | ---- | ---- | ---- |
| 976  | 959  | 909  | 946  | 1114 | 1306 | 1349 | 1268 |